# Etapa Provincial de Arequipa 2017
La Etapa Provincial de Arequipa 2017 también conocida como Interligas de Arequipa fue la edición número 51 de la competición futbolística Arequipeña a nivel Provincial. Se disputó desde inicios de mayo hasta los primeros días de julio. 
El torneo otorgó al cuadro Campeón y subcampeón cupos para la Etapa Departamental de la Copa Perú.

## Participantes
Los participantes son los dos mejores equipos (Campeón y subcampeón respectivamente) de cada Distrito de la Provincia de Arequipa. 
Con excepción de Polobaya que solo tendrá un representante debido a que su liga distrital cuenta con pocos equipos.
| Distrito             | Club                         | Condición                   | Director Técnico  | Localía                                      |
| -------------------- | ---------------------------- | --------------------------- | ----------------- | -------------------------------------------- |
| Alto Selva Alegre    | Estrella Solitaria           | Campeón distrital           |                   | Complejo Deportivo Roosevelt                 |
| Alto Selva Alegre    | Fusión América               | Subcampeón distrital        | Marcelo Bustios   | Complejo Deportivo Roosevelt                 |
| Arequipa             | Sportivo Huracán             | Campeón distrital           | Raúl Obando       | Estadio Mariano Melgar                       |
| Arequipa             | F. B. C. Aurora              | Subcampeón distrital        | Karlo Calcina     | Estadio Mariano Melgar                       |
| Cayma                | Cerrito Los Libres           | Campeón distrital           | Elard Delgado     | Estadio Municipal La Tomilla                 |
| Cayma                | A. D. Reál Católica          | Subcampeón distrital        | Luis Flores       | Estadio Municipal La Tomilla                 |
| Cerro Colorado       | Real Castilla                | Campeón distrital           | César Delgado     | Estadio Arturo Díaz Huerta                   |
| Cerro Colorado       | Unión Libertad               | Subcampeón distrital        | Pedro Quispe      | Estadio Arturo Díaz Huerta                   |
| Characato            | Sporting Horacio             | Campeón distrital           |                   | Estadio José Carpio Alarcón                  |
| Characato            | San Francis                  | Subcampeón distrital        |                   | Estadio José Carpio Alarcón                  |
| Hunter               | León Gool Club               | Campeón distrital           | Cynthia Apaza     | Estadio Juan Velasco Alvarado                |
| Hunter               | Atlético Pisco               | Subcampeón distrital        | Ariel Paz         | Estadio Juan Velasco Alvarado                |
| José Luis Bustamante | Alcides Carrión F. C.        | Campeón distrital           | Roberto Guevara   | Estadio Simón Bolívar                        |
| José Luis Bustamante | Alas Peruanas                | Subcampeón distrital        |                   | Estadio Simón Bolívar                        |
| La Joya              | Saetas de Oro                | Campeón distrital           | Francisco Luengo  | Estadio Municipal de La Joya                 |
| La Joya              | Palmeiras                    | Subcampeón distrital        | Juan Huamaní      | Estadio Municipal de La Joya                 |
| Mariano Melgar       | Sport Magallanes             | Tercer lugar (*)            | Pocho Yauri       | Complejo Deportivo "Maracaná"                |
| Mariano Melgar       | Cosmos Junior                | Cuarto lugar (**)           |                   | Complejo Deportivo "Maracaná"                |
| Miraflores           | Sin equipo                   | Campeón distrital (***)     |                   | Estadio El Porvenir                          |
| Miraflores           | Salsa Brava                  | Subcampeón distrital        | Alexander Zárate  | Estadio El Porvenir                          |
| Mollebaya            | Santa Ana                    | Campeón distrital           |                   | Estadio Municipal de Mollebaya               |
| Mollebaya            | Juventud Mollebaya           | Subcampeón distrital        |                   | Estadio Municipal de Mollebaya               |
| Paucarpata           | Esther Grande de Bentín      | Campeón distrital           | Jorge Pastor      | Estadio Máximo Carrasco Meza                 |
| Paucarpata           | Juventud Prionera            | Subcampeón distrital        |                   | Estadio Máximo Carrasco Meza                 |
| Polobaya             | Juventud Polobaya            | Subcampeón distrital (****) | No Tiene          | Campo deportivo de Polobaya                  |
| Sachaca              | Deportivo Wanders            | Campeón distrital           |                   | Estadio Municipal de Sachaca                 |
| Sachaca              | Unión Bellavista             | Tercer lugar (*****)        |                   | Estadio Municipal de Sachaca                 |
| Socabaya             | Real Boys                    | Subcampeón distrital        |                   | Campo deportivo de Bellapampa                |
| Socabaya             | Juvenil Bellapampa           | Tercer lugar (******)       | Roberto Gómez     | Estadio "El Bosque" - Ciudad Mi Trabajo      |
| Tiabaya              | Parish F. C.                 | Campeón distrital           |                   | Estadio Municipal de Tiabaya                 |
| Tiabaya              | Atlético Panamericano        | Subcampeón distrital        |                   | Estadio Municipal de Tiabaya                 |
| Uchumayo             | Defensor El Carmen           | Campeón distrital           | Nikol Prado       | Estadio Segundo Calderón de Congata          |
| Uchumayo             | Los Elegantes de Cerro Verde | Subcampeón distrital        | Ruben Herrera     | Estadio Segundo Calderón de Congata          |
| Vítor                | Sin equipo                   | Campeón distrital (******)  |                   | Estadio Walter Vizcarra del Anexo de Sotillo |
| Vítor                | Deportivo Bolognesi          | Subcampeón distrital        |                   | Estadio Walter Vizcarra del Anexo de Sotillo |
| Yanahuara            | De La Salle F. C.            | Campeón distrital           | Ernesto Vera      | Estadio Alfredo Villanueva "Umacollo"        |
| Yanahuara            | San José                     | Subcampeón distrital        | Christian Vildoso | Estadio Alfredo Villanueva "Umacollo"        |
| Yura                 | Defensor Municipal           | Campeón distrital           |                   | Estadio "Olímpico" de Ciudad de Dios         |
| Yura                 | Deportivo Los Signos         | Subcampeón distrital        |                   | Estadio "Olímpico" de Ciudad de Dios         |

- (*) A. C. D. C. Juventus Melgar fue el campeón del Distrito pero fue descalificado debido a que no contaba con Registros Públicos Actualizados, por lo tanto su cupo recae en el Tercer Lugar que fue ocupado por Sport Magallanes.
- (**) C. D. C. Cruzeiro fue el subcampeón del Distrito pero fue descalificado debido a que no contaba con Registros Públicos Actualizados, por lo tanto su cupo recae en el Cuarto Lugar que fue ocupado por Cosmos Junior.
- (***) Mateo Pumacahua fue el campeón del Distrito pero fue descalificado debido a que no contaba con Registros Públicos Actualizados, sin embargo ningún equipo quiso tomar su lugar por lo tanto el Cupo queda Desierto.
- (****) Pulso Peruano fue el campeón del Distrito pero fue descalificado debido a que no contaba con Registros Públicos Actualizados, por lo tanto su cupo recae en el Segundo Lugar que fue ocupado por Juventud Polobaya.
- (*****) A. C. el Inter fue el subcampeón del Distrito pero fue descalificado debido a que no contaba con Registros Públicos Actualizados, por lo tanto su cupo recae en el Tercer Lugar que fue ocupado por Unión Bellavista.
- (******) Atlético Villareal fue el campeón del Distrito pero fue descalificado debido a que no contaba con Registros Públicos Actualizados, por lo tanto su cupo recae en el Tercer Lugar que fue ocupado por Juvenil Bellapampa.
- (*******) Independiente fue el campeón del Distrito pero fue descalificado debido a que no contaba con Registros Públicos Actualizados, sin embargo ningún equipo quiso tomar su lugar por lo tanto el Cupo queda Desierto.

|  |

## Sistema de Juego

### Primera Fase
Consta de 10 Series (9 series de 4 equipos y 1 serie de 3 equipos) donde clasifican los primeros equipos de cada serie y los seis mejores segundos.

#### Serie A
| Grupo | Club                         | Distrito                      | Condición              |
| ----- | ---------------------------- | ----------------------------- | ---------------------- |
| A     | Los Elegantes de Cerro Verde | Uchumayo                      | Subcampeón Distrital   |
| A     | Sport Magallanes             | Mariano Melgar                | Tercer lugar Distrital |
| A     | Alcides Carrión F. C.        | José Luis Bustamante y Rivero | Campeón Distrital      |
| A     | F. B. C. Aurora              | Arequipa                      | Subcampeón Distrital   |

| Equipo                   | PJ | PG | PE | PP | GF | GC | DG | Pts |
| ------------------------ | -- | -- | -- | -- | -- | -- | -- | --- |
| Elegantes de Cerro Verde | 3  | 3  | 0  | 0  | 7  | 2  | +5 | 9   |
| Alcides Carrión          | 3  | 2  | 0  | 1  | 5  | 5  | 0  | 6   |
| Aurora                   | 3  | 1  | 0  | 2  | 5  | 6  | -1 | 3   |
| Sport Magallanes         | 3  | 0  | 0  | 3  | 4  | 8  | -4 | 0   |

| Serie A                  | Serie A       | Serie A                  | Serie A           | Serie A        | Serie A       | Serie A       | Serie A       | Serie A       | Serie A       | Serie A       | Serie A       |               |               |               |               |               |               |               |               |               |               |               |               |               |               |               |               |               |               |               |               |               |               |               |               |               |               |               |               |
| Local                    | Resultado     | Visitante                | Estadio           | Distrito       | Fecha         | Hora          |               |               |               |               |               |               |               |               |               |               |               |               |               |               |               |               |               |               |               |               |               |               |               |               |               |               |               |               |               |               |               |               |               |
| Primera Fecha            | Primera Fecha | Primera Fecha            | Primera Fecha     | Primera Fecha  | Primera Fecha | Primera Fecha | Primera Fecha | Primera Fecha | Primera Fecha | Primera Fecha | Primera Fecha | Primera Fecha | Primera Fecha | Primera Fecha | Primera Fecha | Primera Fecha | Primera Fecha | Primera Fecha | Primera Fecha | Primera Fecha | Primera Fecha | Primera Fecha | Primera Fecha | Primera Fecha | Primera Fecha | Primera Fecha | Primera Fecha | Primera Fecha | Primera Fecha | Primera Fecha | Primera Fecha | Primera Fecha | Primera Fecha | Primera Fecha | Primera Fecha | Primera Fecha | Primera Fecha | Primera Fecha | Primera Fecha |
| ------------------------ | ------------- | ------------------------ | ----------------- | -------------- | ------------- | ------------- | ------------- | ------------- | ------------- | ------------- | ------------- | ------------- | ------------- | ------------- | ------------- | ------------- | ------------- | ------------- | ------------- | ------------- | ------------- | ------------- | ------------- | ------------- | ------------- | ------------- | ------------- | ------------- | ------------- | ------------- | ------------- | ------------- | ------------- | ------------- | ------------- | ------------- | ------------- | ------------- | ------------- |
| Sport Magallanes         | 1 - 2         | Alcides Carrión          | Complejo Maracaná | Mariano Melgar | 14 de mayo    | 11:50         |               |               |               |               |               |               |               |               |               |               |               |               |               |               |               |               |               |               |               |               |               |               |               |               |               |               |               |               |               |               |               |               |               |
| Elegantes de Cerro Verde | 2 - 0         | FBC Aurora               | Segundo Calderón  | Uchumayo       | 14 de mayo    | 13:00         |               |               |               |               |               |               |               |               |               |               |               |               |               |               |               |               |               |               |               |               |               |               |               |               |               |               |               |               |               |               |               |               |               |
| Segunda Fecha            |               |                          |                   |                |               |               |               |               |               |               |               |               |               |               |               |               |               |               |               |               |               |               |               |               |               |               |               |               |               |               |               |               |               |               |               |               |               |               |               |
| FBC Aurora               | 4 - 2         | Sport Magallanes         | Mariano Melgar    | Arequipa       | 20 de mayo    | 12:50         |               |               |               |               |               |               |               |               |               |               |               |               |               |               |               |               |               |               |               |               |               |               |               |               |               |               |               |               |               |               |               |               |               |
| Alcides Carrión          | 1 - 3         | Elegantes de Cerro Verde | Simón Bolívar     | Bustamante     | 21 de mayo    | 15:00         |               |               |               |               |               |               |               |               |               |               |               |               |               |               |               |               |               |               |               |               |               |               |               |               |               |               |               |               |               |               |               |               |               |
| Tercera Fecha            |               |                          |                   |                |               |               |               |               |               |               |               |               |               |               |               |               |               |               |               |               |               |               |               |               |               |               |               |               |               |               |               |               |               |               |               |               |               |               |               |
| Sport Magallanes         | 1 - 2         | Elegantes de Cerro Verde | Complejo Maracaná | Mariano Melgar | 28 de mayo    | 10:50         |               |               |               |               |               |               |               |               |               |               |               |               |               |               |               |               |               |               |               |               |               |               |               |               |               |               |               |               |               |               |               |               |               |
| Alcides Carrión          | 2 - 1         | FBC Aurora               | Simón Bolívar     | Bustamante     | 28 de mayo    | 14:50         |               |               |               |               |               |               |               |               |               |               |               |               |               |               |               |               |               |               |               |               |               |               |               |               |               |               |               |               |               |               |               |               |               |

#### Serie B
| Grupo                         | Club      | Distrito             | Condición |
| ----------------------------- | --------- | -------------------- | --------- |
| B                             |           |                      |           |
| De La Salle F. C.             | Yanahuara | Campeón Distrital    |           |
| Palmeiras                     | La Joya   | Subcampeón Distrital |           |
| Real Boys                     | Socabaya  | Subcampeón Distrital |           |
| Independiente (Descalificado) | Vitor     | Campeón Distrital    |           |

| Equipo        | PJ | PG | PE | PP | GF | GC | DG | Pts |
| ------------- | -- | -- | -- | -- | -- | -- | -- | --- |
| Palmeiras     | 3  | 3  | 0  | 0  | 10 | 2  | +8 | 9   |
| De La Salle   | 3  | 1  | 1  | 1  | 6  | 5  | +1 | 4   |
| Real Boys     | 3  | 1  | 1  | 1  | 4  | 4  | 0  | 4   |
| Independiente | 3  | 0  | 0  | 3  | 0  | 9  | -9 | 0   |

| Serie B        | Serie B       | Serie B        | Serie B                    | Serie B       | Serie B       | Serie B       | Serie B       | Serie B       | Serie B       | Serie B       | Serie B       |               |               |               |               |               |               |               |               |               |               |               |               |               |               |               |               |               |               |               |               |               |               |               |               |               |               |               |               |
| Local          | Resultado     | Visitante      | Estadio                    | Distrito      | Fecha         | Hora          |               |               |               |               |               |               |               |               |               |               |               |               |               |               |               |               |               |               |               |               |               |               |               |               |               |               |               |               |               |               |               |               |               |
| Primera Fecha  | Primera Fecha | Primera Fecha  | Primera Fecha              | Primera Fecha | Primera Fecha | Primera Fecha | Primera Fecha | Primera Fecha | Primera Fecha | Primera Fecha | Primera Fecha | Primera Fecha | Primera Fecha | Primera Fecha | Primera Fecha | Primera Fecha | Primera Fecha | Primera Fecha | Primera Fecha | Primera Fecha | Primera Fecha | Primera Fecha | Primera Fecha | Primera Fecha | Primera Fecha | Primera Fecha | Primera Fecha | Primera Fecha | Primera Fecha | Primera Fecha | Primera Fecha | Primera Fecha | Primera Fecha | Primera Fecha | Primera Fecha | Primera Fecha | Primera Fecha | Primera Fecha | Primera Fecha |
| -------------- | ------------- | -------------- | -------------------------- | ------------- | ------------- | ------------- | ------------- | ------------- | ------------- | ------------- | ------------- | ------------- | ------------- | ------------- | ------------- | ------------- | ------------- | ------------- | ------------- | ------------- | ------------- | ------------- | ------------- | ------------- | ------------- | ------------- | ------------- | ------------- | ------------- | ------------- | ------------- | ------------- | ------------- | ------------- | ------------- | ------------- | ------------- | ------------- | ------------- |
| De La Salle FC | 2 - 4         | Palmeiras      | Umacollo                   | Yanahuara     | 13 de mayo    | 15:00         |               |               |               |               |               |               |               |               |               |               |               |               |               |               |               |               |               |               |               |               |               |               |               |               |               |               |               |               |               |               |               |               |               |
| Independiente  | Walk Over     | Real Boys      | Walter Vizcarra            | Vitor         | 14 de mayo    | No se jugó    |               |               |               |               |               |               |               |               |               |               |               |               |               |               |               |               |               |               |               |               |               |               |               |               |               |               |               |               |               |               |               |               |               |
| Segunda Fecha  |               |                |                            |               |               |               |               |               |               |               |               |               |               |               |               |               |               |               |               |               |               |               |               |               |               |               |               |               |               |               |               |               |               |               |               |               |               |               |               |
| Real Boys      | 1 - 1         | De La Salle FC | Campo deportivo Bellapampa | Socabaya      | 21 de mayo    | 10:20         |               |               |               |               |               |               |               |               |               |               |               |               |               |               |               |               |               |               |               |               |               |               |               |               |               |               |               |               |               |               |               |               |               |
| Palmeiras      | Walk Over     | Independiente  | Municipal de La Joya       | La Joya       | No se jugó    | No se jugó    |               |               |               |               |               |               |               |               |               |               |               |               |               |               |               |               |               |               |               |               |               |               |               |               |               |               |               |               |               |               |               |               |               |
| Tercera Fecha  |               |                |                            |               |               |               |               |               |               |               |               |               |               |               |               |               |               |               |               |               |               |               |               |               |               |               |               |               |               |               |               |               |               |               |               |               |               |               |               |
| Palmeiras      | 3 - 0         | Real Boys      | Municipal de La Joya       | La Joya       | 28 de mayo    | 12:50         |               |               |               |               |               |               |               |               |               |               |               |               |               |               |               |               |               |               |               |               |               |               |               |               |               |               |               |               |               |               |               |               |               |
| De La Salle FC | Walk Over     | Independiente  | Umacollo                   | Yanahuara     | No se jugó    | No se jugó    |               |               |               |               |               |               |               |               |               |               |               |               |               |               |               |               |               |               |               |               |               |               |               |               |               |               |               |               |               |               |               |               |               |

#### Serie C
| Grupo | Club               | Distrito       | Condición            |
| ----- | ------------------ | -------------- | -------------------- |
| C     | Unión Libertad     | Cerro Colorado | Subcampeón Distrital |
| C     | Atlético Pisco     | Jacobo Hunter  | Subcampeón Distrital |
| C     | Cerrito Los Libres | Cayma          | Campeón Distrital    |

| Equipo             | PJ | PG | PE | PP | GF | GC | DG | Pts |
| ------------------ | -- | -- | -- | -- | -- | -- | -- | --- |
| Unión Libertad     | 2  | 1  | 1  | 0  | 7  | 3  | +4 | 4   |
| Cerrito Los Libres | 2  | 1  | 1  | 0  | 3  | 2  | +1 | 4   |
| Atlético Pisco     | 2  | 0  | 0  | 2  | 1  | 6  | -5 | 0   |

| Serie C            | Serie C       | Serie C            | Serie C              | Serie C        | Serie C       | Serie C       | Serie C       | Serie C       | Serie C       | Serie C       | Serie C       |               |               |               |               |               |               |               |               |               |               |               |               |               |               |               |               |               |               |               |               |               |               |               |               |               |               |               |               |
| Local              | Resultado     | Visitante          | Estadio              | Distrito       | Fecha         | Hora          |               |               |               |               |               |               |               |               |               |               |               |               |               |               |               |               |               |               |               |               |               |               |               |               |               |               |               |               |               |               |               |               |               |
| Primera Fecha      | Primera Fecha | Primera Fecha      | Primera Fecha        | Primera Fecha  | Primera Fecha | Primera Fecha | Primera Fecha | Primera Fecha | Primera Fecha | Primera Fecha | Primera Fecha | Primera Fecha | Primera Fecha | Primera Fecha | Primera Fecha | Primera Fecha | Primera Fecha | Primera Fecha | Primera Fecha | Primera Fecha | Primera Fecha | Primera Fecha | Primera Fecha | Primera Fecha | Primera Fecha | Primera Fecha | Primera Fecha | Primera Fecha | Primera Fecha | Primera Fecha | Primera Fecha | Primera Fecha | Primera Fecha | Primera Fecha | Primera Fecha | Primera Fecha | Primera Fecha | Primera Fecha | Primera Fecha |
| ------------------ | ------------- | ------------------ | -------------------- | -------------- | ------------- | ------------- | ------------- | ------------- | ------------- | ------------- | ------------- | ------------- | ------------- | ------------- | ------------- | ------------- | ------------- | ------------- | ------------- | ------------- | ------------- | ------------- | ------------- | ------------- | ------------- | ------------- | ------------- | ------------- | ------------- | ------------- | ------------- | ------------- | ------------- | ------------- | ------------- | ------------- | ------------- | ------------- | ------------- |
| Atlético Pisco     | 1 - 5         | Unión Libertad     | Juan Velasco         | Hunter         | 14 de mayo    | 12:50         |               |               |               |               |               |               |               |               |               |               |               |               |               |               |               |               |               |               |               |               |               |               |               |               |               |               |               |               |               |               |               |               |               |
| Segunda Fecha      |               |                    |                      |                |               |               |               |               |               |               |               |               |               |               |               |               |               |               |               |               |               |               |               |               |               |               |               |               |               |               |               |               |               |               |               |               |               |               |               |
| Unión Libertad     | 2 - 2         | Cerrito Los Libres | Arturo Díaz Huerta   | Cerro Colorado | 20 de mayo    | 12:30         |               |               |               |               |               |               |               |               |               |               |               |               |               |               |               |               |               |               |               |               |               |               |               |               |               |               |               |               |               |               |               |               |               |
| Tercera Fecha      |               |                    |                      |                |               |               |               |               |               |               |               |               |               |               |               |               |               |               |               |               |               |               |               |               |               |               |               |               |               |               |               |               |               |               |               |               |               |               |               |
| Cerrito Los Libres | 1 - 0 (*)     | Atlético Pisco     | Municipal La Tomilla | Cayma          | 28 de mayo    | 14:30         |               |               |               |               |               |               |               |               |               |               |               |               |               |               |               |               |               |               |               |               |               |               |               |               |               |               |               |               |               |               |               |               |               |
| Definición Extra   |               |                    |                      |                |               |               |               |               |               |               |               |               |               |               |               |               |               |               |               |               |               |               |               |               |               |               |               |               |               |               |               |               |               |               |               |               |               |               |               |
| Unión Libertad     | 1 - 3         | Cerrito Los Libres | Mariano Melgar       | Arequipa       | 31 de mayo    | 14:00         |               |               |               |               |               |               |               |               |               |               |               |               |               |               |               |               |               |               |               |               |               |               |               |               |               |               |               |               |               |               |               |               |               |

- (*) El equipo de Atlético Pisco se quedó con 6 Jugadores a los 5 PT por lo que se dio por finalizado el Partido.
- En la Serie C NO hay diferencia de Goles ni mejor segundo. Solo accede a Segunda Fase el Mejor del grupo.

#### Serie D
| Grupo | Club                 | Distrito          | Condición            |
| ----- | -------------------- | ----------------- | -------------------- |
| D     | Deportivo Los Signos | Yura              | Subcampeón Distrital |
| D     | Juventud Polobaya    | Polobaya          | Subcampeón Distrital |
| D     | Deportivo Wander´s   | Sachaca           | Campeón Distrital    |
| D     | Fusión América       | Alto Selva Alegre | Subcampeón Distrital |

| Equipo               | PJ | PG | PE | PP | GF | GC | DG | Pts |
| -------------------- | -- | -- | -- | -- | -- | -- | -- | --- |
| Deportivo Los Signos | 3  | 3  | 0  | 0  | 7  | 0  | +7 | 9   |
| Fusión América       | 3  | 2  | 0  | 1  | 6  | 2  | +4 | 6   |
| Deportivo Wander´s   | 3  | 1  | 0  | 2  | 2  | 5  | -3 | 3   |
| Juventud Polobaya    | 3  | 0  | 0  | 3  | 1  | 9  | -8 | 0   |

| Serie D              | Serie D       | Serie D              | Serie D                      | Serie D       | Serie D       | Serie D       | Serie D       | Serie D       | Serie D       | Serie D       | Serie D       |               |               |               |               |               |               |               |               |               |               |               |               |               |               |               |               |               |               |               |               |               |               |               |               |               |               |               |               |
| Local                | Resultado     | Visitante            | Estadio                      | Distrito      | Fecha         | Hora          |               |               |               |               |               |               |               |               |               |               |               |               |               |               |               |               |               |               |               |               |               |               |               |               |               |               |               |               |               |               |               |               |               |
| Primera Fecha        | Primera Fecha | Primera Fecha        | Primera Fecha                | Primera Fecha | Primera Fecha | Primera Fecha | Primera Fecha | Primera Fecha | Primera Fecha | Primera Fecha | Primera Fecha | Primera Fecha | Primera Fecha | Primera Fecha | Primera Fecha | Primera Fecha | Primera Fecha | Primera Fecha | Primera Fecha | Primera Fecha | Primera Fecha | Primera Fecha | Primera Fecha | Primera Fecha | Primera Fecha | Primera Fecha | Primera Fecha | Primera Fecha | Primera Fecha | Primera Fecha | Primera Fecha | Primera Fecha | Primera Fecha | Primera Fecha | Primera Fecha | Primera Fecha | Primera Fecha | Primera Fecha | Primera Fecha |
| -------------------- | ------------- | -------------------- | ---------------------------- | ------------- | ------------- | ------------- | ------------- | ------------- | ------------- | ------------- | ------------- | ------------- | ------------- | ------------- | ------------- | ------------- | ------------- | ------------- | ------------- | ------------- | ------------- | ------------- | ------------- | ------------- | ------------- | ------------- | ------------- | ------------- | ------------- | ------------- | ------------- | ------------- | ------------- | ------------- | ------------- | ------------- | ------------- | ------------- | ------------- |
| Deportivo Los Signos | 2 - 0         | Fusión América       | Olímpico de Ciudad de Dios   | Yura          | 14 de mayo    | 12:50         |               |               |               |               |               |               |               |               |               |               |               |               |               |               |               |               |               |               |               |               |               |               |               |               |               |               |               |               |               |               |               |               |               |
| Juventud Polobaya    | 1 - 2         | Deportivo Wander´s   | Campo deportivo de Polobaya  | Polobaya      | 14 de mayo    | 13:50         |               |               |               |               |               |               |               |               |               |               |               |               |               |               |               |               |               |               |               |               |               |               |               |               |               |               |               |               |               |               |               |               |               |
| Segunda Fecha        |               |                      |                              |               |               |               |               |               |               |               |               |               |               |               |               |               |               |               |               |               |               |               |               |               |               |               |               |               |               |               |               |               |               |               |               |               |               |               |               |
| Fusión América       | 3 - 0         | Juventud Polobaya    | Complejo Deportivo Roosevelt | Selva Alegre  | 20 de mayo    | 14:50         |               |               |               |               |               |               |               |               |               |               |               |               |               |               |               |               |               |               |               |               |               |               |               |               |               |               |               |               |               |               |               |               |               |
| Deportivo Wander´s   | 0 - 1         | Deportivo Los Signos | Municipal de Sachaca         | Sachaca       | 21 de mayo    | 13:50         |               |               |               |               |               |               |               |               |               |               |               |               |               |               |               |               |               |               |               |               |               |               |               |               |               |               |               |               |               |               |               |               |               |
| Tercera Fecha        |               |                      |                              |               |               |               |               |               |               |               |               |               |               |               |               |               |               |               |               |               |               |               |               |               |               |               |               |               |               |               |               |               |               |               |               |               |               |               |               |
| Deportivo Wander´s   | 0 - 3         | Fusión América       | Municipal de Sachaca         | Sachaca       | 28 de mayo    | 12:00         |               |               |               |               |               |               |               |               |               |               |               |               |               |               |               |               |               |               |               |               |               |               |               |               |               |               |               |               |               |               |               |               |               |
| Juventud Polobaya    | 0 - 4         | Deportivo Los Signos | Campo deportivo de Polobaya  | Polobaya      | 28 de mayo    | 14:50         |               |               |               |               |               |               |               |               |               |               |               |               |               |               |               |               |               |               |               |               |               |               |               |               |               |               |               |               |               |               |               |               |               |

#### Serie E
| Grupo | Club                    | Distrito       | Condición              |
| ----- | ----------------------- | -------------- | ---------------------- |
| E     | Cosmos Junior           | Mariano Melgar | Cuarto lugar Distrital |
| E     | Esther Grande de Bentín | Paucarpata     | Campeón Distrital      |
| E     | A. D. Real Católica     | Cayma          | Subcampeón Distrital   |
| E     | Sporting Horacio        | Characato      | Campeón Distrital      |

| Equipo                  | PJ | PG | PE | PP | GF | GC | DG  | Pts |
| ----------------------- | -- | -- | -- | -- | -- | -- | --- | --- |
| Real Católica           | 3  | 3  | 0  | 0  | 9  | 1  | +8  | 9   |
| Cosmos Junior           | 3  | 1  | 1  | 1  | 5  | 5  | 0   | 4   |
| Esther Grande de Bentín | 3  | 1  | 0  | 2  | 6  | 8  | -2  | 3   |
| Sporting Horacio        | 3  | 0  | 1  | 2  | 4  | 14 | -10 | 1   |

| Serie E                 | Serie E       | Serie E                 | Serie E              | Serie E        | Serie E       | Serie E       | Serie E       | Serie E       | Serie E       | Serie E       | Serie E       |               |               |               |               |               |               |               |               |               |               |               |               |               |               |               |               |               |               |               |               |               |               |               |               |               |               |               |               |
| Local                   | Resultado     | Visitante               | Estadio              | Distrito       | Fecha         | Hora          |               |               |               |               |               |               |               |               |               |               |               |               |               |               |               |               |               |               |               |               |               |               |               |               |               |               |               |               |               |               |               |               |               |
| Primera Fecha           | Primera Fecha | Primera Fecha           | Primera Fecha        | Primera Fecha  | Primera Fecha | Primera Fecha | Primera Fecha | Primera Fecha | Primera Fecha | Primera Fecha | Primera Fecha | Primera Fecha | Primera Fecha | Primera Fecha | Primera Fecha | Primera Fecha | Primera Fecha | Primera Fecha | Primera Fecha | Primera Fecha | Primera Fecha | Primera Fecha | Primera Fecha | Primera Fecha | Primera Fecha | Primera Fecha | Primera Fecha | Primera Fecha | Primera Fecha | Primera Fecha | Primera Fecha | Primera Fecha | Primera Fecha | Primera Fecha | Primera Fecha | Primera Fecha | Primera Fecha | Primera Fecha | Primera Fecha |
| ----------------------- | ------------- | ----------------------- | -------------------- | -------------- | ------------- | ------------- | ------------- | ------------- | ------------- | ------------- | ------------- | ------------- | ------------- | ------------- | ------------- | ------------- | ------------- | ------------- | ------------- | ------------- | ------------- | ------------- | ------------- | ------------- | ------------- | ------------- | ------------- | ------------- | ------------- | ------------- | ------------- | ------------- | ------------- | ------------- | ------------- | ------------- | ------------- | ------------- | ------------- |
| Esther Grande de Bentín | 1 - 3         | AD Real Católica        | Máximo Carrasco      | Paucarpata     | 14 de mayo    | 11:30         |               |               |               |               |               |               |               |               |               |               |               |               |               |               |               |               |               |               |               |               |               |               |               |               |               |               |               |               |               |               |               |               |               |
| Cosmos Junior           | 2 - 2         | Sporting Horacio        | Complejo Maracaná    | Mariano Melgar | 14 de mayo    | 14:00         |               |               |               |               |               |               |               |               |               |               |               |               |               |               |               |               |               |               |               |               |               |               |               |               |               |               |               |               |               |               |               |               |               |
| Segunda Fecha           |               |                         |                      |                |               |               |               |               |               |               |               |               |               |               |               |               |               |               |               |               |               |               |               |               |               |               |               |               |               |               |               |               |               |               |               |               |               |               |               |
| Sporting Horacio        | 2 - 3         | Esther Grande de Bentín | José Carpio Alarcón  | Characato      | 21 de mayo    | 11:30         |               |               |               |               |               |               |               |               |               |               |               |               |               |               |               |               |               |               |               |               |               |               |               |               |               |               |               |               |               |               |               |               |               |
| AD Real Católica        | 1 - 0         | Cosmos Junior           | Municipal La Tomilla | Cayma          | 21 de mayo    | 15:00         |               |               |               |               |               |               |               |               |               |               |               |               |               |               |               |               |               |               |               |               |               |               |               |               |               |               |               |               |               |               |               |               |               |
| Tercera Fecha           |               |                         |                      |                |               |               |               |               |               |               |               |               |               |               |               |               |               |               |               |               |               |               |               |               |               |               |               |               |               |               |               |               |               |               |               |               |               |               |               |
| AD Real Católica        | 5 - 0         | Sporting Horacio        | Municipal La Tomilla | Cayma          | 28 de mayo    | 12:50         |               |               |               |               |               |               |               |               |               |               |               |               |               |               |               |               |               |               |               |               |               |               |               |               |               |               |               |               |               |               |               |               |               |
| Esther Grande de Bentín | 2 - 3         | Cosmos Junior           | Pedro P. Díaz        | Paucarpata     | 28 de mayo    | 14:50         |               |               |               |               |               |               |               |               |               |               |               |               |               |               |               |               |               |               |               |               |               |               |               |               |               |               |               |               |               |               |               |               |               |

#### Serie F
| Grupo | Club               | Distrito       | Condición              |
| ----- | ------------------ | -------------- | ---------------------- |
| F     | Juventud Mollebaya | Mollebaya      | Subcampeón Distrital   |
| F     | Juvenil Bellapampa | Socabaya       | Tercer lugar Distrital |
| F     | Saetas de Oro      | La Joya        | Campeón Distrital      |
| F     | Real Castilla      | Cerro Colorado | Campeón Distrital      |

| Equipo             | PJ | PG | PE | PP | GF | GC | DG  | Pts |
| ------------------ | -- | -- | -- | -- | -- | -- | --- | --- |
| Saetas de Oro      | 3  | 3  | 0  | 0  | 14 | 2  | +12 | 9   |
| Real Castilla      | 3  | 1  | 1  | 1  | 16 | 6  | +10 | 4   |
| Juvenil Bellapampa | 3  | 1  | 1  | 1  | 11 | 7  | +4  | 4   |
| Juventud Mollebaya | 3  | 0  | 0  | 3  | 1  | 27 | -26 | 0   |

| Serie F            | Serie F       | Serie F            | Serie F                | Serie F        | Serie F       | Serie F       | Serie F       | Serie F       | Serie F       | Serie F       | Serie F       |               |               |               |               |               |               |               |               |               |               |               |               |               |               |               |               |               |               |               |               |               |               |               |               |               |               |               |               |
| Local              | Resultado     | Visitante          | Estadio                | Distrito       | Fecha         | Hora          |               |               |               |               |               |               |               |               |               |               |               |               |               |               |               |               |               |               |               |               |               |               |               |               |               |               |               |               |               |               |               |               |               |
| Primera Fecha      | Primera Fecha | Primera Fecha      | Primera Fecha          | Primera Fecha  | Primera Fecha | Primera Fecha | Primera Fecha | Primera Fecha | Primera Fecha | Primera Fecha | Primera Fecha | Primera Fecha | Primera Fecha | Primera Fecha | Primera Fecha | Primera Fecha | Primera Fecha | Primera Fecha | Primera Fecha | Primera Fecha | Primera Fecha | Primera Fecha | Primera Fecha | Primera Fecha | Primera Fecha | Primera Fecha | Primera Fecha | Primera Fecha | Primera Fecha | Primera Fecha | Primera Fecha | Primera Fecha | Primera Fecha | Primera Fecha | Primera Fecha | Primera Fecha | Primera Fecha | Primera Fecha | Primera Fecha |
| ------------------ | ------------- | ------------------ | ---------------------- | -------------- | ------------- | ------------- | ------------- | ------------- | ------------- | ------------- | ------------- | ------------- | ------------- | ------------- | ------------- | ------------- | ------------- | ------------- | ------------- | ------------- | ------------- | ------------- | ------------- | ------------- | ------------- | ------------- | ------------- | ------------- | ------------- | ------------- | ------------- | ------------- | ------------- | ------------- | ------------- | ------------- | ------------- | ------------- | ------------- |
| Juvenil Bellapampa | 0 - 5         | Saetas de Oro      | El Bosque              | Socabaya       | 13 de mayo    | 14:50         |               |               |               |               |               |               |               |               |               |               |               |               |               |               |               |               |               |               |               |               |               |               |               |               |               |               |               |               |               |               |               |               |               |
| Juventud Mollebaya | 0 - 13        | Real Castilla      | Municipal de Mollebaya | Mollebaya      | 14 de mayo    | 11:50         |               |               |               |               |               |               |               |               |               |               |               |               |               |               |               |               |               |               |               |               |               |               |               |               |               |               |               |               |               |               |               |               |               |
| Segunda Fecha      |               |                    |                        |                |               |               |               |               |               |               |               |               |               |               |               |               |               |               |               |               |               |               |               |               |               |               |               |               |               |               |               |               |               |               |               |               |               |               |               |
| Real Castilla      | 2 - 2         | Juvenil Bellapampa | Arturo Díaz Huerta     | Cerro Colorado | 20 de mayo    | 14:30         |               |               |               |               |               |               |               |               |               |               |               |               |               |               |               |               |               |               |               |               |               |               |               |               |               |               |               |               |               |               |               |               |               |
| Saetas de Oro      | 5 - 1         | Juventud Mollebaya | Municipal de La Joya   | La Joya        | 21 de mayo    | 14:50         |               |               |               |               |               |               |               |               |               |               |               |               |               |               |               |               |               |               |               |               |               |               |               |               |               |               |               |               |               |               |               |               |               |
| Tercera Fecha      |               |                    |                        |                |               |               |               |               |               |               |               |               |               |               |               |               |               |               |               |               |               |               |               |               |               |               |               |               |               |               |               |               |               |               |               |               |               |               |               |
| Juvenil Bellapampa | 9 - 0         | Juventud Mollebaya | El Bosque              | Socabaya       | 28 de mayo    | 10:50         |               |               |               |               |               |               |               |               |               |               |               |               |               |               |               |               |               |               |               |               |               |               |               |               |               |               |               |               |               |               |               |               |               |
| Saetas de Oro      | 4 - 1         | Real Castilla      | Municipal de La Joya   | La Joya        | 28 de mayo    | 15:00         |               |               |               |               |               |               |               |               |               |               |               |               |               |               |               |               |               |               |               |               |               |               |               |               |               |               |               |               |               |               |               |               |               |

#### Serie G
| Grupo | Club                  | Distrito  | Condición            |
| ----- | --------------------- | --------- | -------------------- |
| G     | Atlético Panamericano | Tiabaya   | Subcampeón Distrital |
| G     | Defensor El Carmen    | Uchumayo  | Campeón Distrital    |
| G     | San Francis           | Characato | Subcampeón Distrital |
| G     | Deportivo Bolognesi   | Vitor     | Subcampeón Distrital |

| Equipo                | PJ | PG | PE | PP | GF | GC | DG | Pts |
| --------------------- | -- | -- | -- | -- | -- | -- | -- | --- |
| Atlético Panamericano | 3  | 2  | 1  | 0  | 7  | 4  | +3 | 7   |
| Defensor El Carmen    | 3  | 2  | 1  | 0  | 6  | 4  | +2 | 7   |
| San Francis           | 3  | 1  | 0  | 2  | 3  | 3  | 0  | 3   |
| Deportivo Bolognesi   | 3  | 0  | 0  | 3  | 1  | 6  | -5 | 0   |

| Serie G               | Serie G       | Serie G               | Serie G              | Serie G       | Serie G       | Serie G       | Serie G       | Serie G       | Serie G       | Serie G       | Serie G       |               |               |               |               |               |               |               |               |               |               |               |               |               |               |               |               |               |               |               |               |               |               |               |               |               |               |               |               |
| Local                 | Resultado     | Visitante             | Estadio              | Distrito      | Fecha         | Hora          |               |               |               |               |               |               |               |               |               |               |               |               |               |               |               |               |               |               |               |               |               |               |               |               |               |               |               |               |               |               |               |               |               |
| Primera Fecha         | Primera Fecha | Primera Fecha         | Primera Fecha        | Primera Fecha | Primera Fecha | Primera Fecha | Primera Fecha | Primera Fecha | Primera Fecha | Primera Fecha | Primera Fecha | Primera Fecha | Primera Fecha | Primera Fecha | Primera Fecha | Primera Fecha | Primera Fecha | Primera Fecha | Primera Fecha | Primera Fecha | Primera Fecha | Primera Fecha | Primera Fecha | Primera Fecha | Primera Fecha | Primera Fecha | Primera Fecha | Primera Fecha | Primera Fecha | Primera Fecha | Primera Fecha | Primera Fecha | Primera Fecha | Primera Fecha | Primera Fecha | Primera Fecha | Primera Fecha | Primera Fecha | Primera Fecha |
| --------------------- | ------------- | --------------------- | -------------------- | ------------- | ------------- | ------------- | ------------- | ------------- | ------------- | ------------- | ------------- | ------------- | ------------- | ------------- | ------------- | ------------- | ------------- | ------------- | ------------- | ------------- | ------------- | ------------- | ------------- | ------------- | ------------- | ------------- | ------------- | ------------- | ------------- | ------------- | ------------- | ------------- | ------------- | ------------- | ------------- | ------------- | ------------- | ------------- | ------------- |
| Defensor El Carmen    | 1 - 0         | San Francis           | Segundo Calderón     | Uchumayo      | 14 de mayo    | 10:50         |               |               |               |               |               |               |               |               |               |               |               |               |               |               |               |               |               |               |               |               |               |               |               |               |               |               |               |               |               |               |               |               |               |
| Atlético Panamericano | 2 - 0         | Deportivo Bolognesi   | Municipal de Tiabaya | Tiabaya       | 14 de mayo    | 13:50         |               |               |               |               |               |               |               |               |               |               |               |               |               |               |               |               |               |               |               |               |               |               |               |               |               |               |               |               |               |               |               |               |               |
| Segunda Fecha         |               |                       |                      |               |               |               |               |               |               |               |               |               |               |               |               |               |               |               |               |               |               |               |               |               |               |               |               |               |               |               |               |               |               |               |               |               |               |               |               |
| San Francis           | 0 - 1         | Atlético Panamericano | José Carpio Alarcón  | Characato     | 21 de mayo    | 09:20         |               |               |               |               |               |               |               |               |               |               |               |               |               |               |               |               |               |               |               |               |               |               |               |               |               |               |               |               |               |               |               |               |               |
| Deportivo Bolognesi   | 0 - 1         | Defensor El Carmen    | Walter Vizcarra      | Vitor         | 21 de mayo    | 14:50         |               |               |               |               |               |               |               |               |               |               |               |               |               |               |               |               |               |               |               |               |               |               |               |               |               |               |               |               |               |               |               |               |               |
| Tercera Fecha         |               |                       |                      |               |               |               |               |               |               |               |               |               |               |               |               |               |               |               |               |               |               |               |               |               |               |               |               |               |               |               |               |               |               |               |               |               |               |               |               |
| Defensor El Carmen    | 4 - 4         | Atlético Panamericano | Segundo Calderón     | Uchumayo      | 28 de mayo    | 10:50         |               |               |               |               |               |               |               |               |               |               |               |               |               |               |               |               |               |               |               |               |               |               |               |               |               |               |               |               |               |               |               |               |               |
| San Francis           | 3 - 1         | Deportivo Bolognesi   | José Carpio Alarcón  | Characato     | 28 de mayo    | 11:20         |               |               |               |               |               |               |               |               |               |               |               |               |               |               |               |               |               |               |               |               |               |               |               |               |               |               |               |               |               |               |               |               |               |

#### Serie H
| Grupo | Club                            | Distrito   | Condición            |
| ----- | ------------------------------- | ---------- | -------------------- |
| H     | Juventud Prionera               | Paucarpata | Subcampeón Distrital |
| H     | Sportivo Huracán                | Arequipa   | Campeón Distrital    |
| H     | Parish F. C.                    | Tiabaya    | Campeón Distrital    |
| H     | Mateo Pumacahua (Descalificado) | Miraflores | Campeón Distrital    |

| Equipo            | PJ | PG | PE | PP | GF | GC | DG  | Pts |
| ----------------- | -- | -- | -- | -- | -- | -- | --- | --- |
| Sportivo Huracán  | 3  | 3  | 0  | 0  | 14 | 1  | +13 | 9   |
| Parish            | 3  | 1  | 1  | 1  | 5  | 4  | +1  | 4   |
| Juventud Prionera | 3  | 1  | 1  | 1  | 6  | 11 | -5  | 4   |
| Mateo Pumacahua   | 3  | 0  | 0  | 3  | 0  | 9  | -9  | 0   |

| Serie H           | Serie H       | Serie H           | Serie H              | Serie H       | Serie H       | Serie H       | Serie H       | Serie H       | Serie H       | Serie H       | Serie H       |               |               |               |               |               |               |               |               |               |               |               |               |               |               |               |               |               |               |               |               |               |               |               |               |               |               |               |               |
| Local             | Resultado     | Visitante         | Estadio              | Distrito      | Fecha         | Hora          |               |               |               |               |               |               |               |               |               |               |               |               |               |               |               |               |               |               |               |               |               |               |               |               |               |               |               |               |               |               |               |               |               |
| Primera Fecha     | Primera Fecha | Primera Fecha     | Primera Fecha        | Primera Fecha | Primera Fecha | Primera Fecha | Primera Fecha | Primera Fecha | Primera Fecha | Primera Fecha | Primera Fecha | Primera Fecha | Primera Fecha | Primera Fecha | Primera Fecha | Primera Fecha | Primera Fecha | Primera Fecha | Primera Fecha | Primera Fecha | Primera Fecha | Primera Fecha | Primera Fecha | Primera Fecha | Primera Fecha | Primera Fecha | Primera Fecha | Primera Fecha | Primera Fecha | Primera Fecha | Primera Fecha | Primera Fecha | Primera Fecha | Primera Fecha | Primera Fecha | Primera Fecha | Primera Fecha | Primera Fecha | Primera Fecha |
| ----------------- | ------------- | ----------------- | -------------------- | ------------- | ------------- | ------------- | ------------- | ------------- | ------------- | ------------- | ------------- | ------------- | ------------- | ------------- | ------------- | ------------- | ------------- | ------------- | ------------- | ------------- | ------------- | ------------- | ------------- | ------------- | ------------- | ------------- | ------------- | ------------- | ------------- | ------------- | ------------- | ------------- | ------------- | ------------- | ------------- | ------------- | ------------- | ------------- | ------------- |
| Juventud Prionera | 2 - 2         | Parish FC         | Máximo Carrasco      | Paucarpata    | 14 de mayo    | 09:20         |               |               |               |               |               |               |               |               |               |               |               |               |               |               |               |               |               |               |               |               |               |               |               |               |               |               |               |               |               |               |               |               |               |
| Mateo Pumacahua   | Walk Over     | Sportivo Huracán  | El Porvenir          | Miraflores    | 14 de mayo    | No se jugó    |               |               |               |               |               |               |               |               |               |               |               |               |               |               |               |               |               |               |               |               |               |               |               |               |               |               |               |               |               |               |               |               |               |
| Segunda Fecha     |               |                   |                      |               |               |               |               |               |               |               |               |               |               |               |               |               |               |               |               |               |               |               |               |               |               |               |               |               |               |               |               |               |               |               |               |               |               |               |               |
| Sportivo Huracán  | 9 - 1         | Juventud Prionera | Mariano Melgar       | Arequipa      | 20 de mayo    | 15:00         |               |               |               |               |               |               |               |               |               |               |               |               |               |               |               |               |               |               |               |               |               |               |               |               |               |               |               |               |               |               |               |               |               |
| Parish FC         | Walk Over     | Mateo Pumacahua   | Municipal de Tiabaya | Tiabaya       | No se jugó    | No se jugó    |               |               |               |               |               |               |               |               |               |               |               |               |               |               |               |               |               |               |               |               |               |               |               |               |               |               |               |               |               |               |               |               |               |
| Tercera Fecha     |               |                   |                      |               |               |               |               |               |               |               |               |               |               |               |               |               |               |               |               |               |               |               |               |               |               |               |               |               |               |               |               |               |               |               |               |               |               |               |               |
| Sportivo Huracán  | 2 - 0         | Parish FC         | Mariano Melgar       | Arequipa      | 27 de mayo    | 14:50         |               |               |               |               |               |               |               |               |               |               |               |               |               |               |               |               |               |               |               |               |               |               |               |               |               |               |               |               |               |               |               |               |               |
| Mateo Pumacahua   | Walk Over     | Juventud Prionera | El Porvenir          | Miraflores    | No se jugó    | No se jugó    |               |               |               |               |               |               |               |               |               |               |               |               |               |               |               |               |               |               |               |               |               |               |               |               |               |               |               |               |               |               |               |               |               |

#### Serie I
| Grupo | Club               | Distrito             | Condición              |
| ----- | ------------------ | -------------------- | ---------------------- |
| I     | Estrella Solitaria | Alto Selva Alegre    | Campeón Distrital      |
| I     | Unión Bellavista   | Sachaca              | Tercer lugar Distrital |
| I     | León Gool Club     | Jacobo Hunter        | Campeón Distrital      |
| I     | Alas Peruanas      | José Luis Bustamante | Subcampeón Distrital   |

| Equipo             | PJ | PG | PE | PP | GF | GC | DG  | Pts |
| ------------------ | -- | -- | -- | -- | -- | -- | --- | --- |
| Alas Peruanas      | 3  | 3  | 0  | 0  | 9  | 3  | +6  | 9   |
| León Gool Club     | 3  | 2  | 0  | 1  | 8  | 5  | +3  | 6   |
| Estrella Solitaria | 3  | 1  | 0  | 2  | 8  | 7  | +1  | 3   |
| Unión Bellavista   | 3  | 0  | 0  | 3  | 3  | 13 | -10 | 0   |

| Serie I            | Serie I       | Serie I            | Serie I                      | Serie I       | Serie I       | Serie I       | Serie I       | Serie I       | Serie I       | Serie I       | Serie I       |               |               |               |               |               |               |               |               |               |               |               |               |               |               |               |               |               |               |               |               |               |               |               |               |               |               |               |               |
| Local              | Resultado     | Visitante          | Estadio                      | Distrito      | Fecha         | Hora          |               |               |               |               |               |               |               |               |               |               |               |               |               |               |               |               |               |               |               |               |               |               |               |               |               |               |               |               |               |               |               |               |               |
| Primera Fecha      | Primera Fecha | Primera Fecha      | Primera Fecha                | Primera Fecha | Primera Fecha | Primera Fecha | Primera Fecha | Primera Fecha | Primera Fecha | Primera Fecha | Primera Fecha | Primera Fecha | Primera Fecha | Primera Fecha | Primera Fecha | Primera Fecha | Primera Fecha | Primera Fecha | Primera Fecha | Primera Fecha | Primera Fecha | Primera Fecha | Primera Fecha | Primera Fecha | Primera Fecha | Primera Fecha | Primera Fecha | Primera Fecha | Primera Fecha | Primera Fecha | Primera Fecha | Primera Fecha | Primera Fecha | Primera Fecha | Primera Fecha | Primera Fecha | Primera Fecha | Primera Fecha | Primera Fecha |
| ------------------ | ------------- | ------------------ | ---------------------------- | ------------- | ------------- | ------------- | ------------- | ------------- | ------------- | ------------- | ------------- | ------------- | ------------- | ------------- | ------------- | ------------- | ------------- | ------------- | ------------- | ------------- | ------------- | ------------- | ------------- | ------------- | ------------- | ------------- | ------------- | ------------- | ------------- | ------------- | ------------- | ------------- | ------------- | ------------- | ------------- | ------------- | ------------- | ------------- | ------------- |
| Unión Bellavista   | 1 - 5         | León Gool Club     | Municipal de Sachaca         | Sachaca       | 14 de mayo    | 10:50         |               |               |               |               |               |               |               |               |               |               |               |               |               |               |               |               |               |               |               |               |               |               |               |               |               |               |               |               |               |               |               |               |               |
| Estrella Solitaria | 2 - 3         | Alas Peruanas      | Complejo Deportivo Roosevelt | Selva Alegre  | 14 de mayo    | 15:00         |               |               |               |               |               |               |               |               |               |               |               |               |               |               |               |               |               |               |               |               |               |               |               |               |               |               |               |               |               |               |               |               |               |
| Segunda Fecha      |               |                    |                              |               |               |               |               |               |               |               |               |               |               |               |               |               |               |               |               |               |               |               |               |               |               |               |               |               |               |               |               |               |               |               |               |               |               |               |               |
| Alas Peruanas      | 3 - 1         | Unión Bellavista   | Simón Bolívar                | Bustamante    | 21 de mayo    | 12:50         |               |               |               |               |               |               |               |               |               |               |               |               |               |               |               |               |               |               |               |               |               |               |               |               |               |               |               |               |               |               |               |               |               |
| León Gool Club     | 3 - 1         | Estrella Solitaria | Juan Velasco Alvarado        | Hunter        | 21 de mayo    | 14:50         |               |               |               |               |               |               |               |               |               |               |               |               |               |               |               |               |               |               |               |               |               |               |               |               |               |               |               |               |               |               |               |               |               |
| Tercera Fecha      |               |                    |                              |               |               |               |               |               |               |               |               |               |               |               |               |               |               |               |               |               |               |               |               |               |               |               |               |               |               |               |               |               |               |               |               |               |               |               |               |
| Unión Bellavista   | 1 - 5         | Estrella Solitaria | Municipal de Sachaca         | Sachaca       | 28 de mayo    | 09:50         |               |               |               |               |               |               |               |               |               |               |               |               |               |               |               |               |               |               |               |               |               |               |               |               |               |               |               |               |               |               |               |               |               |
| León Gool Club     | 0 - 3         | Alas Peruanas      | Juan Velasco Alvarado        | Hunter        | 28 de mayo    | 12:50         |               |               |               |               |               |               |               |               |               |               |               |               |               |               |               |               |               |               |               |               |               |               |               |               |               |               |               |               |               |               |               |               |               |

#### Serie J
| Grupo | Club               | Distrito   | Condición            |
| ----- | ------------------ | ---------- | -------------------- |
| J     | Salsa Brava        | Miraflores | Subcampeón Distrital |
| J     | San José           | Yanahuara  | Subcampeón Distrital |
| J     | Defensor Municipal | Yura       | Campeón Distrital    |
| J     | Santa Ana          | Mollebaya  | Campeón Distrital    |

| Equipo             | PJ | PG | PE | PP | GF | GC | DG  | Pts |
| ------------------ | -- | -- | -- | -- | -- | -- | --- | --- |
| San José           | 3  | 2  | 1  | 0  | 8  | 2  | +6  | 7   |
| Salsa Brava        | 3  | 2  | 0  | 1  | 5  | 3  | +2  | 6   |
| Defensor Municipal | 3  | 1  | 1  | 1  | 8  | 4  | +4  | 4   |
| Santa Ana          | 3  | 0  | 0  | 3  | 2  | 14 | -12 | 0   |

| Serie J            | Serie J       | Serie J            | Serie J                    | Serie J       | Serie J       | Serie J       | Serie J       | Serie J       | Serie J       | Serie J       | Serie J       |               |               |               |               |               |               |               |               |               |               |               |               |               |               |               |               |               |               |               |               |               |               |               |               |               |               |               |               |
| Local              | Resultado     | Visitante          | Estadio                    | Distrito      | Fecha         | Hora          |               |               |               |               |               |               |               |               |               |               |               |               |               |               |               |               |               |               |               |               |               |               |               |               |               |               |               |               |               |               |               |               |               |
| Primera Fecha      | Primera Fecha | Primera Fecha      | Primera Fecha              | Primera Fecha | Primera Fecha | Primera Fecha | Primera Fecha | Primera Fecha | Primera Fecha | Primera Fecha | Primera Fecha | Primera Fecha | Primera Fecha | Primera Fecha | Primera Fecha | Primera Fecha | Primera Fecha | Primera Fecha | Primera Fecha | Primera Fecha | Primera Fecha | Primera Fecha | Primera Fecha | Primera Fecha | Primera Fecha | Primera Fecha | Primera Fecha | Primera Fecha | Primera Fecha | Primera Fecha | Primera Fecha | Primera Fecha | Primera Fecha | Primera Fecha | Primera Fecha | Primera Fecha | Primera Fecha | Primera Fecha | Primera Fecha |
| ------------------ | ------------- | ------------------ | -------------------------- | ------------- | ------------- | ------------- | ------------- | ------------- | ------------- | ------------- | ------------- | ------------- | ------------- | ------------- | ------------- | ------------- | ------------- | ------------- | ------------- | ------------- | ------------- | ------------- | ------------- | ------------- | ------------- | ------------- | ------------- | ------------- | ------------- | ------------- | ------------- | ------------- | ------------- | ------------- | ------------- | ------------- | ------------- | ------------- | ------------- |
| San José           | 1 - 1         | Defensor Municipal | Umacollo                   | Yanahuara     | 13 de mayo    | 12:50         |               |               |               |               |               |               |               |               |               |               |               |               |               |               |               |               |               |               |               |               |               |               |               |               |               |               |               |               |               |               |               |               |               |
| Salsa Brava        | 3 - 0 (*)     | Santa Ana          | El Porvenir                | Miraflores    | 14 de mayo    | 09:50         |               |               |               |               |               |               |               |               |               |               |               |               |               |               |               |               |               |               |               |               |               |               |               |               |               |               |               |               |               |               |               |               |               |
| Segunda Fecha      |               |                    |                            |               |               |               |               |               |               |               |               |               |               |               |               |               |               |               |               |               |               |               |               |               |               |               |               |               |               |               |               |               |               |               |               |               |               |               |               |
| Santa Ana          | 1 - 5         | San José           | Municipal de Mollebaya     | Mollebaya     | 21 de mayo    | 10:20         |               |               |               |               |               |               |               |               |               |               |               |               |               |               |               |               |               |               |               |               |               |               |               |               |               |               |               |               |               |               |               |               |               |
| Defensor Municipal | 1 - 2         | Salsa Brava        | Olímpico de Ciudad de Dios | Yura          | 21 de mayo    | 14:50         |               |               |               |               |               |               |               |               |               |               |               |               |               |               |               |               |               |               |               |               |               |               |               |               |               |               |               |               |               |               |               |               |               |
| Tercera Fecha      |               |                    |                            |               |               |               |               |               |               |               |               |               |               |               |               |               |               |               |               |               |               |               |               |               |               |               |               |               |               |               |               |               |               |               |               |               |               |               |               |
| Defensor Municipal | 6 - 1         | Santa Ana          | Olímpico de Ciudad de Dios | Yura          | 27 de mayo    | 14:50         |               |               |               |               |               |               |               |               |               |               |               |               |               |               |               |               |               |               |               |               |               |               |               |               |               |               |               |               |               |               |               |               |               |
| San José           | 2 - 0         | Salsa Brava        | Umacollo                   | Yanahuara     | 28 de mayo    | 12:50         |               |               |               |               |               |               |               |               |               |               |               |               |               |               |               |               |               |               |               |               |               |               |               |               |               |               |               |               |               |               |               |               |               |

- (*) Salsa Brava empató 2 a 2 con Santa Ana pero hubo un reclamo y se dio por ganador a Salsa Brava por 3 a 0.

### Mejores segundos
Entre los equipos que alcanzaran el segundo lugar de sus respectivos grupos, clasifican además de los primeros, seis mejores segundos.
| Equipo             | Grupo | PJ | PG | PE | PP | GF | GC | Dif | Pts |
| ------------------ | ----- | -- | -- | -- | -- | -- | -- | --- | --- |
| Defensor El Carmen | G     | 3  | 2  | 1  | 0  | 6  | 4  | +2  | 7   |
| Fusión América     | D     | 3  | 2  | 0  | 1  | 6  | 2  | +4  | 6   |
| León Gool Club     | I     | 3  | 2  | 0  | 1  | 8  | 5  | +3  | 6   |
| Salsa Brava        | J     | 3  | 2  | 0  | 1  | 5  | 3  | +2  | 6   |
| Alcides Carrión    | A     | 3  | 2  | 0  | 1  | 5  | 5  | 0   | 6   |
| Real Castilla      | F     | 3  | 1  | 1  | 1  | 16 | 6  | +10 | 4   |
| De La Salle        | B     | 3  | 1  | 1  | 1  | 6  | 5  | +1  | 4   |
| Parish             | H     | 3  | 1  | 1  | 1  | 5  | 4  | +1  | 4   |
| Cosmos Junior      | E     | 3  | 1  | 1  | 1  | 5  | 5  | 0   | 4   |

## Segunda fase
Consta de partidos de ida y vuelta de eliminación directa. El equipo que tenga más puntos pasa a la tercera fase. En caso de que empaten en puntos se tomara en cuenta la cantidad de goles de visita que hagan.
Participantes
| Club                     | Distrito             | Estadio                      | Director Técnico  | Condición       |
| ------------------------ | -------------------- | ---------------------------- | ----------------- | --------------- |
| Fusión América           | Alto Selva Alegre    | Complejo Deportivo Roosevelt | Marcelo Bustios   | Segundo Serie D |
| Sportivo Huracán         | Arequipa             | Mariano Melgar               | Raúl Obando       | Ganador Serie H |
| Cerrito Los Libres       | Cayma                | Municipal La Tomilla         | Elard Delgado     | Ganador Serie C |
| A. D. Reál Católica      | Cayma                | Municipal La Tomilla         | Luis Flores       | Ganador Serie E |
| Real Castilla            | Cerro Colorado       | Arturo Díaz Huerta           | César Delgado     | Segundo Serie F |
| León Gool Club           | Hunter               | Juan Velasco Alvarado        | Cynthia Apaza     | Segundo Serie I |
| Alcides Carrión F. C.    | José Luis Bustamante | Simón Bolívar                | Roberto Guevara   | Segundo Serie A |
| Alas Peruanas            | José Luis Bustamante | Simón Bolívar                |                   | Ganador Serie I |
| Saetas de Oro            | La Joya              | Municipal de La Joya         | Francisco Luengo  | Ganador Serie F |
| Palmeiras                | La Joya              | Municipal de La Joya         | Juan Huamaní      | Ganador Serie B |
| Salsa Brava              | Miraflores           | Edificadores Misti           | Alexander Zárate  | Segundo Serie J |
| Atlético Panamericano    | Tiabaya              | Municipal de Tiabaya         |                   | Ganador Serie G |
| Defensor El Carmen       | Uchumayo             | Segundo Calderón             | Nikol Prado       | Segundo Serie G |
| Elegantes de Cerro Verde | Uchumayo             | Segundo Calderón             | Rubén Herrera     | Ganador Serie A |
| San José                 | Yanahuara            | Umacollo                     | Christian Vildoso | Ganador Serie J |
| Deportivo Los Signos     | Yura                 | Olímpico de Ciudad de Dios   |                   | Ganador Serie D |

### Llave I
| Domingo 4 de junio, 14:50 | Atlético Panamericano | 0:1 (0:0) | Saetas de Oro | Estadio Municipal de Tiabaya, Tiabaya |  |
|                           |                       |           |               | Árbitro(s): TBA                       |  |

| Domingo 11 de junio, TBA | Saetas de Oro | 3:0 (2:0) | Atlético Panamericano | Estadio Municipal de La Joya, La Joya |  |
|                          |               |           |                       | Árbitro(s): TBA                       |  |

### Llave II
| Domingo 4 de junio, 14:50 | Alcides Carrión   | 2:1 (0:0) | Fusión América | Estadio Simón Bolívar, José Luis Bustamante |                 |
|                           | Ángel Almonte 53' |           |                | Árbitro(s): TBA                             | Árbitro(s): TBA |

| Domingo 11 de junio, 14:20 | Fusión América | 1:0 (0:0) | Alcides Carrión | Complejo Deportivo Roosevelt, Alto Selva Alegre |  |
|                            |                |           |                 | Árbitro(s): TBA                                 |  |

### Llave III
| Domingo 4 de junio, 14:50 | Real Castilla                   | 2:2 (1:0) | Sportivo Huracán                             | Estadio Arturo Díaz Huerta, Cerro Colorado |                 |
|                           | Joao Arias 45' · Valdivia 90+2' |           | Davidson Cordero 51' · Christian Coronel 88' | Árbitro(s): TBA                            | Árbitro(s): TBA |

| Sábado 10 de junio, 14:30 | Sportivo Huracán                    | 2:2 (2:0) (4:2 p.) | Real Castilla        | Estadio Mariano Melgar, Arequipa |                 |
|                           | Renato Barrionuevo · Gean Cervantes |                    | Roy Cruz · Joao Díaz | Árbitro(s): TBA                  | Árbitro(s): TBA |

### Llave IV
| Domingo 4 de junio, 14:50 | San José | 1:2 (0:0) | Defensor El Carmen | Estadio Umacollo, Yanahuara |  |
|                           |          |           |                    | Árbitro(s): TBA             |  |

| Domingo 11 de junio, 14:00 | Defensor El Carmen | 2:1 (1:0) | San José | Estadio Segundo Calderón Torres, Uchumayo |  |
|                            |                    |           |          | Árbitro(s): TBA                           |  |

### Llave V
| Domingo 4 de junio, 08:50 | León Gool Club | 5:1 (1:0) | Palmeiras | Estadio Juan Velasco Alvarado, Jacobo Hunter |  |
|                           |                |           |           | Árbitro(s): TBA                              |  |

| Domingo 11 de junio, TBA | Palmeiras | 4:3 (3:2) | León Gool Club | Estadio Municipal de La Joya, La Joya |  |
|                          |           |           |                | Árbitro(s): TBA                       |  |

### Llave VI
| Domingo 4 de junio, 14:50 | Reál Católica | 2:2 (1:0) | Deportivo Los Signos | Estadio Municipal La Tomilla, Cayma |  |
|                           |               |           |                      | Árbitro(s): TBA                     |  |

| Domingo 11 de junio, 08:50 | Deportivo Los Signos | 2:2 (1:1) (4:2 p.) | Reál Católica | Estadio Olímpico de Ciudad de Dios, Yura |  |
|                            |                      |                    |               | Árbitro(s): TBA                          |  |

### Llave VII
| Domingo 4 de junio, 09:50 | Salsa Brava | 3:0 (3:0) (W.O.) | Alas Peruanas | Estadio Edificadores Misti, Miraflores |  |
|                           |             |                  |               | Árbitro(s): TBA                        |  |

| Sábado 10 de junio, 14:20 | Alas Peruanas                     | 3:0 (2:0) (5:6 p.) | Salsa Brava | Estadio Simón Bolívar, José Luis Bustamante |                                             |
|                           | Christian Flores · Junior Huamaní |                    |             | Asistencia: 34 espectadores Árbitro(s): TBA | Asistencia: 34 espectadores Árbitro(s): TBA |

### Llave VIII
| Domingo 4 de junio, 12:50 | Cerrito Los Libres                                                                         | 8:3 (5:1) | Elegantes de Cerro Verde | Estadio Municipal La Tomilla, Cayma |                 |
|                           | Edward Salas 3' · Dennis Cuno 8' 18' 34' · Arturo Ruíz 31' · José Polanco · Kevin Vizcarra |           | Víctor Escobedo 44'      | Árbitro(s): TBA                     | Árbitro(s): TBA |

| Domingo 11 de junio, 11:50 | Elegantes de Cerro Verde | 0:3 (0:1) | Cerrito Los Libres | Estadio Segundo Calderón Torres, Uchumayo |  |
|                            |                          |           |                    | Árbitro(s): TBA                           |  |

## Tercera fase
Consta de un partido único de eliminación a jugarse en el Estadio Melgar. 
Participantes
| Club                 | Distrito          | Director Técnico  | Patrocinador Principal |
| -------------------- | ----------------- | ----------------- | ---------------------- |
| Fusión América       | Alto Selva Alegre | Marcelo Bustios   | ATENUS                 |
| Sportivo Huracán     | Arequipa          | Raúl Obando       | San Matías SRL         |
| Cerrito Los Libres   | Cayma             | Elard Delgado     | Laboratorios Muñoz     |
| León Gool Club       | Hunter            | Cynthia Apaza     | Rico Pollo             |
| Saetas de Oro        | La Joya           | Francisco Luengo  |                        |
| Salsa Brava          | Miraflores        | Alexander Zárate  | León                   |
| Defensor El Carmen   | Uchumayo          | Nikol Prado       | Sin Patrocinador       |
| Deportivo Los Signos | Yura              | Fortunato Muñuico | Pumacaclla             |

### Llave I
| 17 de junio de 2017, 11:50 | Sportivo Huracán (Arequipa)                         | 3:0 (2:0) | Fusión América (Alto Selva Alegre) | Estadio Mariano Melgar, Arequipa |                 |
|                            | Ramiro Benavente · Marco Martínez · Martín Meléndez |           |                                    | Árbitro(s): TBA                  | Árbitro(s): TBA |

### Llave II
| 17 de junio de 2017, 14:30 | Cerrito Los Libres (Cerro Colorado)    | 3:2 (3:0) | León Gool Club (Jacobo Hunter) | Estadio Mariano Melgar, Arequipa |                 |
|                            | Jesús Requena 7' · Dennis Cuno 37' 59' |           | Gerson Guillén 5' 23'          | Árbitro(s): TBA                  | Árbitro(s): TBA |

### Llave III
| 18 de junio de 2017, 08:50 | Saetas de Oro (La Joya) | 3:1 (0:1) | Deportivo Los Signos (Yura) | Estadio Mariano Melgar, Arequipa |  |
|                            |                         |           |                             | Árbitro(s): TBA                  |  |

### Llave IV
| 18 de junio de 2017, 11:30 | Defensor El Carmen (Uchumayo) | 6:0 (2:0) | Salsa Brava (Miraflores) | Estadio Mariano Melgar, Arequipa |  |
|                            |                               |           |                          | Árbitro(s): TBA                  |  |

## Fase final
Se jugará un cuadrangular de todos contra todos a una sola rueda en el estadio Melgar.
Participantes
| Club               | Distrito | Director Técnico | Patrocinador Principal                  |
| ------------------ | -------- | ---------------- | --------------------------------------- |
| Sportivo Huracán   | Arequipa | Raúl Obando      | San Matías SRL                          |
| Cerrito Los Libres | Cayma    | Elard Delgado    | Laboratorios Muñoz                      |
| Saetas de Oro      | La Joya  |                  | Servicios Generales de Construcción SRL |
| Defensor El Carmen | Uchumayo | Nikol Prado      | Sin Patrocinador                        |

| Equipo             | PJ | PG | PE | PP | GF | GC | DG | Pts |
| ------------------ | -- | -- | -- | -- | -- | -- | -- | --- |
| Cerrito Los Libres | 3  | 2  | 0  | 1  | 7  | 5  | +2 | 6   |
| Sportivo Huracán   | 3  | 2  | 0  | 1  | 5  | 4  | +1 | 6   |
| Defensor El Carmen | 3  | 1  | 0  | 2  | 4  | 5  | -1 | 3   |
| Saetas de Oro      | 3  | 1  | 0  | 2  | 3  | 5  | -2 | 3   |

### Fecha I
| Sábado 24 de junio, 12:50 | Sportivo Huracán (Arequipa)           | 3:2 (2:2) | Cerrito Los Libres (Cayma)          | Estadio Mariano Melgar, Arequipa |                 |
|                           | Marco Martínez 14' · Luis Arizaga 40' |           | Arturo Ruíz 20' · Jesús Requena 27' | Árbitro(s): TBA                  | Árbitro(s): TBA |

| Sábado 24 de junio, 15:00 | Saetas de Oro (La Joya)               | 2:1 (1:1) | Defensor El Carmen (Uchumayo) | Estadio Mariano Melgar, Arequipa |                 |
|                           | Abraham Vera 31' · Joao Contreras 76' |           | Marco Ollaguez 18'            | Árbitro(s): TBA                  | Árbitro(s): TBA |

### Fecha II
| Jueves 29 de junio, 12:50 | Saetas de Oro (La Joya) | 0:2 (0:1) | Cerrito Los Libres (Cayma) | Estadio Municipal de Sachaca, Sachaca |                 |
|                           |                         |           | Dennis Cuno                | Árbitro(s): TBA                       | Árbitro(s): TBA |

| Jueves 29 de junio, 15:00 | Sportivo Huracán (Arequipa) | 0:1 (0:0) | Defensor El Carmen (Uchumayo) | Estadio Municipal de Sachaca, Sachaca |                 |
|                           |                             |           | Joel Ravelo 80'               | Árbitro(s): TBA                       | Árbitro(s): TBA |

### Fecha III
| Domingo 2 de julio, 09:50 | Sportivo Huracán (Arequipa) | 2:1 (1:1) | Saetas de Oro (La Joya) | Estadio Mariano Melgar, Arequipa |                 |
|                           | Henry Meléndez              |           | Abraham Vera            | Árbitro(s): TBA                  | Árbitro(s): TBA |

| Domingo 2 de julio, 12:00 | Defensor El Carmen (Uchumayo) | 2:3 (2:1) | Cerrito Los Libres (Cayma)               | Estadio Mariano Melgar, Arequipa |                           |
|                           |                               |           | Mauricio Bedregal · Dennis Cuno · Farfán | Árbitro(s): Karlo Márquez        | Árbitro(s): Karlo Márquez |

|                              |
| Campeón                      |
| Cerrito Los Libres 1º título |